# Мансон (Ајова)
Мансон (енгл. Manson) град је у америчкој савезној држави Ајова. По попису становништва из 2010. у њему је живело 1.690 становника.

## Демографија
Према попису становништва из 2010. у граду је живело 1.690 становника, што је -203 (-10.7%) становника више него 2000. године.
| Група             | 2000.         | 2010.         |
| Белци             | 1.868 (98,7%) | 1.667 (98,6%) |
| Афроамериканци    | 3 (0,2%)      | 0 (0,0%)      |
| Азијати           | 6 (0,3%)      | 0 (0,0%)      |
| Хиспаноамериканци | 7 (0,4%)      | 14 (0,8%)     |
| Укупно            | 1.893         | 1.690         |